# Niels Christian Petersen
Niels Christian Petersen (N.C. Petersen) (17. december 1833 i København – 10. juli 1896 på Frederiksberg) var en dansk landskabs- og porcelænsmaler.
Han var søn af høker Christen Petersen og Karen Petersen, stod i malerlære og gik samtidig på Kunstakademiet, hvor han i januar 1850 avancerede til 1. frihåndsskole og 1857 blev elev af modelskolen. Petersen vandt marts 1859 den lille og december samme år den store sølvmedalje. Han nævnes endnu efter 1862 i modelskolens stipendier og fik 1864-65 Akademiets stipendium, som han anvendte til studier i Danmark. Han deltog 9 gange (med 16 værker) i Charlottenborg Forårsudstilling i årene 1859-68.
I 1872 blev N.C. Petersen fast ansat som porcelænsmaler ved Bing & Grøndahl efter at være blevet anbefalet til stillingen af maleren Heinrich Hansen. I sin ca. 20 år lange periode på porcelænsfabrikken dekorerede han vaser og store pragtstykker, især med landskaber og prospekter. Samtidig fortsatte han dog med at male og udstille landskabsbilleder på lærred fra naturen ved bl.a. Trørød, Holte og Frederiksdal. Hans landskabsmaleri fra Geels Skov blev erhvervet af akademikammeraten Harald Jensen, der senere blev den berømte brændevinsbrænder fra Aalborg.
N.C. Petersen døde ugift og er begravet på Assistens Kirkegård.

## Værker
- Parti i Kohave Skov ved Tryggerød (udstillet 1861)
- Parti ved Tryggerød (udstillet 1862, tidligere i Johan Hansens samling)
- Moselandskab (1863, tidligere i Johan Hansens samling)
- Parti ved Holte (udstillet 1863)
- Parti i Gels Granskov (udstillet 1864)
- Parti fra Pederstrup Hegn ved Nøddebo (udstillet 1865)
- Skovparti fra Frederiksdal (udstillet 1866)
- Parti ved Bagsværd Sø (udstillet 1866)
- Parti fra Granskoven i Stenholt Vang ved Nøddebo (udstillet 1867)
- Parti fra Rodal ved Frederikslund (udstillet 1868).
- Pige med dukke (1884, solgt 22. april 2010 på Galleria Pananti Casa d'Aste i Firenze, lot. nr. 239)[1]